# 은혼의 단행본 목록
아래는 만화 작품 《은혼》의 단행본 정보 목록이다.

## 목록
| 권수 | 제목 | 표지                                                                        | 옆표지                           | 발매일         | 발매일           |
| 권수 | 제목 | 표지                                                                        | 옆표지                           | 일본           | 한국             |
| ---- | --- | --------------------------------------------------------------------------- | -------------------------------- | -------------- | ---------------- |
| 1    | 곱슬머리치고 악한 녀석 없다 일본어: 天然パーマに悪い奴はいない | 사카타 긴토키                                                               | 사카타 긴토키                    | 2004년 4월 2일 | 2004년 12월 25일 |
| 1    | - 제1화 곱슬머리치고 악한 녀석 없다 일본어: 第一訓 天然パーマに悪い奴はいない - 제2화 애완 동물은 주인이 끝까지 책임지고 돌봅시다 일본어: 第二訓 ペットは飼い主が責任を持って最後まで面倒を見ましょう - 제3화 점프는 이따금 토요일에 나오니까 조심해라 일본어: 第三訓 ジャンプは時々土曜日に出るから気をつけろ - 제4화 첫인상 좋은 녀석 중에 쓸만한 인간 없다 일본어: 第四訓 第一印象がいい奴にロクな奴はいない - 제5화 할아버지가 돼서도 서로 별명을 부를 수 있는 친구를 만들라 일본어: 第五訓 ジジイになってもあだ名で呼び合える友達を作れ - 제6화 이것들아, 테러할 시간이 있으면 똥개 산책이나 시켜 일본어: 第六訓 お前らテロなんてやってる暇があったらペロの散歩にでも行ってきな - 단편 '댄디라이언(Dandelion)' 일본어: 短編 だんでらいおん |                                                                             |                                  | 2004년 4월 2일 | 2004년 12월 25일 |
| 2    | 끈기와 진드기는 종이 한 장 차이 일본어: 粘り強さとしつこさは紙一重 | 시무라 신파치                                                               | 시무라 신파치                    | 7월 2일        | 2005년 1월 25일  |
| 2    | - 제7화 한 번 한약속은 죽어도 지켜라 일본어: 第七訓 一度した約束は死んでも守れ - 제8화 끈기와 진드기는 종이 한 장 차이 일본어: 第八訓 粘り強さとしつこさは紙一重 - 제9화 싸움은 주먹으로 할 것 일본어: 第九訓 喧嘩はグーでやるべし - 제10화 피곤할때는 신 것을 일본어: 第十訓 疲れた時は酸っぱいものを - 제11화 질척질척한 경단은 경단이 아냐, 임마 일본어: 第十一訓 べちゃべちゃした団子なんてなぁ団子じゃねぇバカヤロー - 제12화 전국의 소녀들아, 통금 시간은 준수해 일본어: 第十二訓 全国のコギャルども門限は守れ - 제13화 변소에서 탄생하는 것은 추잡한 것뿐 일본어: 第十三訓 便所で生まれるのは汚れたものばかり - 단편 '하얀 까마귀' 일본어: 短編 しろくろ |                                                                             |                                  | 7월 2일        | 2005년 1월 25일  |
| 3    | 따지고 보면 인생은 아저씨가 된 뒤에 갈 길이 더 멀잖아! 끔찍!! 일본어: 考えたら人生ってオッサンになってからのほうが長いじゃねーか! 恐っ! | 카구라                                                                      | 카구라                           | 9월 3일        | 2월 25일         |
| 3    | - 제14화 코스프레를 할 거면 마음까지 단장해 일본어: 第十四訓 コスプレするなら心まで飾れ - 제15화 남자에겐 개구리를 만져야 진짜 남자가 된다는 얄궂은 룰이 있다 일본어: 第十五訓 男にはカエルに触れて一人前みたいな訳のわからないルールがある - 제16화 따지고 보면 인생은 아저씨가 된 뒤에 갈 길이 더 멀잖아!끔찍!! 일본어: 第十六訓 考えたら人生ってオッさんになってからの方が長いじゃねーか！怖っ!! - 제17화 취하지 않았어도 취한 척하며 상사의 가발을 벗겨 일본어: 第十七訓 酔ってなくても酔ったふりして上司のヅラ取れ - 제18화 남자는 뭐니뭐니해도 힘!! 일본어: 第十八訓 男ならとりあえずカジキ！ - 제19화 아이들도 사는 모양은 너희랑 별반 다르지 않아 일본어: 第十九訓 アイドルだって ほぼお前らと同じことやってんだよ - 제20화 주인과 펫은 닮는다 일본어: 第二十訓 飼い主とペットは似る - 제21화 뒷머리가 긴 것과 아이의 밉살스러움은 비례한다 일본어: 第二十一訓 襟足の長さと子供の憎たらしさは比例する - 제22화 스트레스는 대머리의 원인이지만, 스트레스가 쌓이지 않게 신경을 쓰면 또 스트레스가 쌓이니까 결국 우리가 할 수 있는 건 아무것도 없다 일본어: 第二十二訓 ストレスはハゲる原因になるがストレスをためないように気を配るとそこでまたストレス |                                                                             |                                  | 9월 3일        | 2월 25일         |
| 4    | 부모와 자식은 싫은 부분만 닮는 법이다 일본어: 親子ってのは嫌なとこばかり似るもんだ | 사다하루&시무라 타에                                                        | 사다하루                         | 11월 4일       | 3월 25일         |
| 4    | - 제23화 겨드랑이만 씻으면 돼, 겨드랑이만 일본어: 第二十三訓 脇だけ洗っときゃいいんだよ 脇だけ - 제24화 과거의 무용담은 30퍼센트 부풀려 얘기해서 분위기 띄우면 돼, 띄우면 일본어: 第二十四訓 昔の武勇伝は三割増で話せ 盛り上がればいいんだよ 盛り上がれば - 제25화 귀엽다는 말을 연발하는 자기 자신을 귀엽다고 생각하지, 너희들? 일본어: 第二十五訓 カワイイを連発する自分自身をカワイイと思ってんだろ お前ら - 제26화 여행갈 때 팬티는 잊고 가도 UNO는 잊지 마라 일본어: 第二十六訓 旅にはパンツは忘れてもUNOは忘れるな - 제27화 난처할 때는 웃어라, 웃어 일본어: 第二十七訓 困った時は笑っとけ笑っとけ - 제28화 아아, 역시 우리 집이 최고야 일본어: 第二十八訓 ああ やっぱり我が家が一番だわ - 제29화 음악을 들으면서 시험공부가 된다고 생각하냐, 넌?! 어서 꺼버려! 일본어: 第二十九訓 音楽なんて聴きながら受験勉強なんてできると思ってんのか お前は！もう切りなさい! - 제30화 사건은 못된 녀석이 일으키는 게 아냐, 까불대는 녀석이 일으키는 거다 일본어: 第三十訓 事件は悪い奴が起こすんじゃない はしゃぎすぎた奴が起こすんだ - 제31화 부모와 자식은 싫은 부분만 닮는 법이다 일본어: 第三十一訓 親子ってのは嫌なとこばかり似るもんだ                      |                                                                             |                                  | 11월 4일       | 3월 25일         |
| 5    | 벨트 컨베이어를 조심해 일본어: ベルトコンベアには気を付けろ | 오토세&캐서린                                                               | 시무라 타에                      | 12월 27일      | 5월 25일         |
| 5    | - 제32화 바닷물이 왜 짜냐고? 너희 도시인이 헤엄치면서 물을 빼고 가서잖아앗!! 일본어: 第三十二訓 海の水がなぜしょっぱいかだと？オメーら都会人が泳ぎながら用足してくからだろーがァァ!! - 제33화 벨트 컨베이어를 조심해 일본어: 第三十三訓 ベルトコンベアには気を付けろ - 제34화 콤플렉스가 큰 녀석은 이루는 것도 크다 일본어: 第三十四訓 コンプレックスがデカイ奴は成す仕事もデカイ - 제35화 당황하지 마! 반품이란게 있어 일본어: 第三十五訓 慌てるな！クーリングオフというものがある - 제36화 부끄러워하지 말고 손들고 말해 일본어: 第三十六訓 恥ずかしがらずに手を挙げて言え - 제37화 폭주는 이제그만 해라 일본어: 第三十七訓 暴走はもうやめろ - 제38화 게이는 남자의 어리석음도 여자의 교활함도 전부 알고 있다 일본어: 第三十八訓 オカマは男のバカさも女のズルさも全部知ってる - 제39화 귀여운 얼굴 뒤에는 반드시 뭔가가 숨겨져 있다 일본어: 第三十九訓 カワイイ顔には必ず何かが隠れてる - 제40화 결혼이란, 평생 착각을 하며 사는 것이다 일본어: 第四十訓 結婚とは勘違いを一生涯し続けることだ |                                                                             |                                  | 12월 27일      | 5월 25일         |
| 6    | 검으로는 벨 수 없는 것이 있다 일본어: 刀じゃ斬れないものがある | 카츠라 코타로&엘리자베스                                                    | 오토세                           | 2005년 3월 4일 | 6월 25일         |
| 6    | - 제41화 송이버섯이 그렇게 맛있는 것인지 한번 잘 생각해보자 일본어: 第四十一訓 そんなに松茸って美味しいもんなのか一度よく考えてみよう - 제42화 꿈은 주먹으로 잡아 일본어: 第四十二訓 夢は拳でつかめ - 제43화 남자는 모두 로맨티스트 일본어: 第四十三訓 男はみんなロマンティスト - 제44화 검으로는 벨 수 없는 것이 있다 일본어: 第四十四訓 刀じゃ斬れないものがある - 제45화 좋은 일은 연달아 일어나지 않으면서 나쁜 일은 연달아 일어나는 법이다 일본어: 第四十五訓 いい事は連続して起こらないくせに悪い事は連続して起こるもんだ - 제46화 맛있는 것일수록 식중독에 걸리면 무섭다 일본어: 第四十六訓 美味いものほど当たると怖い - 제47화 TV나 신문은 열심히 봐야 한다니까 일본어: 第四十七訓 テレビとか新聞とかちゃんと見ないとダメだって - 제48화 정강이에 상처가 있는 녀석일수록 잘 떠든다 일본어: 第四十八訓 すねに傷がある奴ほどよくしゃべる - 제49화 한 번 비데를 써보면 이제 그거 없는 화장실은 못가 일본어: 第四十九訓 一度ウォシュレット使うともうそれ以外のトイレは なんかもうダメ |                                                                             |                                  | 2005년 3월 4일 | 6월 25일         |
| 7    | 꼭 보면 대수롭지 않은 것이 잘 잊혀지지 않는다 일본어: どうでもいいことに限ってなかなか忘れない | 콘도 이사오                                                                 | 카츠라 코타로                    | 5월 2일        | 7월 25일         |
| 7    | - 제50화 꼭 보면 대수롭지 않은 것이 잘 잊혀지지 않는다 일본어: 第五十訓 どうでもいいことに限ってなかなか忘れない - 제51화 인생은 벨트 컨베이어처럼 흘러간다 일본어: 第五十一訓 人生はベルトコンベアのように流れる - 제52화 공원은 아이들 것이다 일본어: 第五十二訓 公園は子供たちのものだ - 제53화 번뇌가 종소리에 사라질까 보냐앗, 스스로 제어해, 스스로 일본어: 第五十三訓 煩悩が鐘で消えるかァァ 己で制御しろ己で - 제54화 남의 이름을 틀리게 부르는 건 실례다 일본어: 第五十四訓 人の名前とか間違えるの失礼だ - 제55화 메뉴가 많은 라면집은 대개 잘 되지 않는다 일본어: 第五十五訓 メニューが多いラーメン屋はたいてい流行っていない - 제56화 겨울에 먹는 아이스크림도 제법 묘미가 있다 일본어: 第五十六訓 冬に食べるアイスもなかなかオツなもんだ - 제57화 위스키봉봉의 봉봉이 뭐야? 일본어: 第五十七訓 ウイスキーボンボンのボンボンって何？ - 제58화 출산은 계획적으로 일본어: 第五十八訓 子作りは計画的に |                                                                             |                                  | 5월 2일        | 7월 25일         |
| 8    | 딸의 남자친구는 일단 때려놓고 봐 일본어: 娘の彼氏はとりあえず殴っとけ | 히지카타 토시로                                                             | 콘도 이사오                      | 8월 4일        | 9월 25일         |
| 8    | - 제59화 화장실에 들어갈 때는 먼저 노크 일본어: 第五十九訓 トイレに入るときはまずノック - 제60화 제목 만으론 영화의 재미를 알 수 없어 일본어: 第六十訓 タイトルだけじゃ映画の面白さはわかんない - 제61화 지렁이한테 쉬하면 부어 일본어: 第六十一訓 みみずにおしっこかけると腫れるよ - 제62화 같이 살아봤자 기껏해야 20년 정도니까 딸은 아버지한테 잘해줘! 일본어: 第六十二訓 せいぜい一緒に過ごす期間なんて二十年くらいなんだから娘さんはお父さんを大切にしてあげて - 제63화 딸의 남자 친구는 일단 때려놓고 봐 일본어: 第六十三訓 娘の彼氏はとりあえず殴っとけ - 제64화 실루엣만으로 독자가 캐릭터를 알아볼 수 있게 구분해서 그리자 일본어: 第六十四訓 キャラクターはシルエットだけで読者に見分けがつくように描き分けよう - 제65화 외모만으로 사람을 판단하면 안돼! 일본어: 第六十五訓 外見だけで人を判断しちゃダメ - 제66화 버찌 그거, 벚나무가 되는거야?! 일본어: 第六十六訓 さくらんぼってアレ桜の木になるの？ - 제67화 M은 어떤 의미에서 무적 일본어: 第六十七訓 Mってある意味 無敵 |                                                                             |                                  | 8월 4일        | 9월 25일         |
| 9    | 룸살롱 출입은 스무 살이 되고부터 일본어: キャバクラ遊びは20歳になってから | 오키타 소고                                                                 | 히지카타 토시로                  | 10월 4일       | 12월 25일        |
| 9    | - 제68화 달은 다 알고 있다 일본어: 第六十八訓 月は何でも知っている - 제69화 어머니도 바쁘니까 저녁밥 투정은 하지 말자 일본어: 第六十九訓 お母さんだって忙しいんだから夕飯のメニューに文句つけるの止めなさい - 제70화 도박 없는 인생은 고추냉이 빠진 초밥 같은 것 일본어: 第七十訓 ギャンブルのない人生なんてわさび抜きの寿司みてぇなもんだ - 제71화 술잔은 기분 좋은 상태에서 내려놔 일본어: 第七十一訓 酒は気もちいい状態の内に止めておけ - 제72화 애견 산책은 적당한 스피드로 일본어: 第七十二訓 愛犬の散歩は適度なスピードで - 제73화 백만 편의 시보다 한 마디의 멍 일본어: 第七十三訓 百万遍の詩より一吠えのワン - 제74화 룸살롱 출입은 스무살이 되고부터 일본어: 第七十四訓 キャバクラ遊びは20歳になってから - 제75화 닮은 사람끼리는 싸운다 일본어: 第七十五訓 似てる二人は喧嘩する - 제76화 뭐든 시작한 이상 지면 안돼 일본어: 第七十六訓 何であれ やるからには負けちゃダメ |                                                                             |                                  | 10월 4일       | 12월 25일        |
| 10   | 지렁이도 밟으면 꿈틀한다 일본어: 一寸の虫にも五分の魂 | 하세가와 다이조                                                             | 오키타 소고                      | 12월 2일       | 2006년 1월 26일  |
| 10   | - 제77화 우유는 사람 피부의 온도로 일본어: 第七十七訓 ミルクは人肌の温度で - 제78화 가정부는 역시 보고 있었다 일본어: 第七十八訓 家政婦はやっぱり見てた - 제79화 사람을 만날 때는 먼저 예약을 일본어: 第七十九訓 人に会うときはまずアポを - 제80화 데이트는 30분 전 행동으로 일본어: 第八十訓 デートは30分前行動で - 제81화 선풍기를 틀어놓고 자면 배탈 나니까 조심해 일본어: 第八十一訓 扇風機つけっぱなしで寝ちゃうとお腹こわしちゃうから気をつけて - 제82화 세상은 온통 괴물 천지 일본어: 渡る世間はオバケばかり - 제83화 소년은 투구벌레를 통해 생명의 소중함을 깨닫는다 일본어: 第八十三訓 少年はカブト虫を通し生命の尊さを知る - 제84화 지렁이도 밟으면 꿈틀한다 일본어: 第八十四訓 一寸の虫にも五分の魂 - 제85화 인터넷에서도 최소한의 에티켓은 지켜 일본어: 第八十五訓 ネットでも最低限のエチケットはもって |                                                                             |                                  | 12월 2일       | 2006년 1월 26일  |
| 11   | 해는 다시 떠오른다 일본어: 陽はまた昇る | 사루토비 아야메                                                             | 하세가와 다이조                  | 2006년 2월 3일 | 5월 9일          |
| 11   | - 제86화 사랑에 메뉴얼은 필요 없어 일본어: 第八十六訓 恋にマニュアルなんていらない - 제87화 줄기차게 달리기에 인생 일본어: 第八十七訓 走り続けてこそ人生 - 제88화 이상형의 그녀는 역시 미나미 일본어: 第八十八訓 理想の彼女はやっぱり南ちゃん - 제89화 매점에서는 뭐니뭐니해도 크로켓 빵이 인기 짱 일본어: 第八十九訓 売店ではやっぱコロッケパンが一番人気 - 제90화 재난은 연달아 일어난다 일본어: 第九十訓 災難は続け様に降り掛かる - 제91화 보름달은 사람을 미치게 한다 일본어: 第九十一訓 満月は人を狂わせる - 제92화 우산을 놓고 다니지 않게 조심 일본어: 第九十二訓 傘の置き忘れに注意 - 제93화 바보와 악당은 높은 곳을 좋아한다 일본어: 第九十三訓 バカとワルは高いところがお好き - 제94화 해는 다시 떠오른다 일본어: 第九十四訓 陽はまた昇る |                                                                             |                                  | 2006년 2월 3일 | 5월 9일          |
| 12   | 급할 수록 돌아가라 일본어: 急がば回れ | 타카스기 신스케                                                             | 사루토비 아야메                  | 4월 4일        | 6월 15일         |
| 12   | - 제95화 어두운 밤, 벌레는 불빛에 모여든다 일본어: 第九十五訓 闇夜の虫は光に集う - 제96화 급할수록 돌아가라 일본어: 第九十六訓 急がば回れ - 제97화 유비무환 일본어: 第九十七訓 備えあれば憂い無し - 제98화 함흥차사 일본어: 第九十八訓 ミイラ捕りがミイラに - 제99화 산타 따위 없다고 우겨대는 녀석일수록 알고보면 있다고 믿고 싶어한다 일본어: 第九十九訓 サンタさんなんていねーんだよって言い張る奴こそホントはいるって信じたいんだよ - 제100화 전골은 인생의 축소판이다 일본어: 第百訓 鍋は人生の縮図である - 제101화 일일 국장을 조심해, 정말로텐마이어씨 일본어: 第百一訓 一日局長に気を付けろッテンマイヤーさん - 제102화 내가 나이기 위해서 일본어: 第百二訓 僕が僕であるために - 제103화 눈 온다고 좋아하는 건 어린아이뿐 일본어: 第百三訓 雪ではしゃぐのは子供だけ |                                                                             |                                  | 4월 4일        | 6월 15일         |
| 13   | 어제의 적은 오늘도 이래저래 적 일본어: 昨日の敵は今日もなんやかんやで敵 | 하타 황태자&할아범                                                          | 타카스기 신스케                  | 7월 4일        | 10월 7일         |
| 13   | - 제104화 어느 집 엄마고 엄마들은 다 똑같아 일본어: 第百四訓 どこの母ちゃんも大体同じ - 제105화 감콩 스낵은 적당히 먹어야 해 일본어: 第百五訓 柿ピーはあんまり食べ過ぎちゃダメ - 제106화 음식 먹을 때 쩝쩝 소리내지 마 일본어: 第百六訓 もの食べるときクチャクチャ音をたてない - 제107화 남자는 꽃집이나 케이크 가게 아가씨한테 약하다 일본어: 第百七訓 花屋とかケーキ屋の娘に男は弱い - 제108화 맛좋은 막대 과자는 의외로 포만감이 든다 일본어: 第百八訓 んまい棒は意外とお腹いっぱいになる - 제109화 모양보다는 맛 일본어: 第百九訓 華より団子 - 제110화 그럴 때는 아무 말없이 팥밥 일본어: 第百十訓 そういう時は黙って赤飯 - 제111화 화요일 7시는 사카타 가를 식탁에서 일본어: 第百十一訓 火曜7時は坂田家を食卓で - 제112화 어제의 적은 오늘도 이래저래 적 일본어: 第百十二訓 昨日の敵は今日もなんやかんやで敵 |                                                                             |                                  | 7월 4일        | 10월 7일         |
| 14   | 사람 넷이 모이면 별별 지혜가 다 나온다 일본어: 四人揃えばいろんな知恵 | 야규 큐베                                                                   | 하타 황태자                      | 9월 4일        | 11월 14일        |
| 14   | - 제113화 파손주의 일본어: 第百十三訓 ワレモノ注意 - 제114화 피랑붕대... 왠지 좀 나는 것이, 나의 이상이야 일본어: 第百十四訓 血とか包帯とかって…なんかカッケー 憧れる - 제115화 식성이 까다로운 사람은 사람한테도 까다롭다 일본어: 第百十五訓 食べ物の好き嫌い多い人は人間の好き嫌いも多い - 제116화 떨어져 있다고 아무거나 주워오면 안 돼 일본어: 第百十六訓 落ちてたからって何でも拾ってきちゃダメ - 제117화 당하기 전에 해치워 일본어: 第百十七訓 やる前にやれ - 제118화 사람 넷이 모이면 별별 지혜가 다 나온다 일본어: 第百十八訓 六人揃えばいろんな知恵 - 제119화 딸에는 속뜻이 있다 일본어: 第百十九訓 言葉には裏がある - 제120화 누구나 실수는 한다 일본어: 第百二十訓 間違いは誰にでもある - 제121화 평소 안경을 쓰는 녀석이 안경을 벗으면 왠지 심심해, 부품이 하나 부족한 기분이 든다 일본어: 第百二十一訓 普段 眼鏡をかけてる奴が眼鏡を外すとなんかもの足りない パーツが一個足りない気がする |                                                                             |                                  | 9월 4일        | 11월 14일        |
| 15   | 여자에게 최고의 화장은 미소 일본어: 女の一番の化粧は笑顔 | 핫토리 젠조                                                                 | 야규 큐베(캬바레 클럽 편의 복장) | 11월 2일       | 2007년 1월 29일  |
| 15   | - 제122화 누구나 누군가를 생각한다 일본어: 第百二十二訓 誰もが誰かを想ってる - 제123화 여자에게 최고의 화장은 미소 일본어: 第百二十三訓 女の一番の化粧は笑顔 - 제124화 점프의 다음 호 예고는 믿을 게 못된다 일본어: 第百二十四訓 ジャンプの次号予告は当てにならない - 제125화 어쩌면 운전을 하라니까 일본어: 第百二十五訓 かもしれない運転でいけ - 제126화 개의 눈알은 향긋한 냄새가 난다 일본어: 第百二十六訓 犬の肉球はこうばしい匂いがする - 제127화 에어컨은 타이머를 맞춰놓고 자야지 감기 안걸려 일본어: 第百二十七訓 クーラーはタイマーで切れるようにしてから寝ないと風邪引くよ - 제128화 운에 신분이 무슨 상관 일본어: 第百二十八訓 運に身分は関係ない - 제129화 양을 세는 일에 열중해서 결국 잠들지 못할 때도 많다 일본어: 第百二十九訓 羊数えるの自体に夢中になったりして結局 眠れないことも多い - 제130화 매운 음식만 먹어대면 치질 생겨 일본어: 第百三十訓 辛いもんばっか食べてっと痔になるぞ |                                                                             |                                  | 11월 2일       | 2007년 1월 29일  |
| 16   | 나와 일 어느 쪽이 중요한지 여자한테는 저먼 수플렉스 일본어: 私と仕事どっちが大事なのとかいう女にはジャーマンスープレックス | 마츠다이라 카타쿠리코                                                       | 핫토리 젠조                      | 12월 27일      | 3월 15일         |
| 16   | - 제131화 남자는 피곤해 일본어: 第百三十一訓 男ってメンドくさい - 제132화 나랑 일이랑 뭐가 더 중요하냐고 묻는 여자에겐 저먼 수플렉스를 일본어: 第百三十二訓 私と仕事どっちが大事なのとかいう女にはジャーマンスープレックス - 제133화 나무를 숨기려면 숲에 일본어: 第百三十三訓 木を隠すなら森 - 제134화 만화가는 비축해둔 원고가 있을 때 비로소 프로 일본어: 第百三十四訓 漫画家は原稿のストックが出来てこそ一人前 - 제135화 남자는 마음에 달걀 완숙 일본어: 第百三十五訓 男は心に固ゆで卵 - 제136화 악당이라도 부모는 부모 일본어: 第百三十六訓 悪人でも親は親 - 제137화 달걀 완숙은 뭉개지지 않는다 일본어: 第百三十七訓 固ゆで卵は潰れない - 제138화 잡화점에 가면 없는 거 빼고 다 있다 일본어: 第百三十八訓 ロフトに行けば大体何でもある - 제139화 미팅은 시작할 때까지가 제일 재밌다 일본어: 第百三十九訓 合コンは始まるまでが一番楽しい |                                                                             |                                  | 12월 27일      | 3월 15일         |
| 17   | 게임은 하루 한 시간씩 일본어: ゲームは一日一時間 | 히라가 겐가이&타마(후요 伊-0호기)                                           | 마츠다이라 카타쿠리코            | 2007년 3월 2일 | 5월 25일         |
| 17   | - 제140화 쓰레기 분리수거에 협조해주세요 일본어: 第百四十訓 ゴミの分別回収にご協力ください - 제141화 인생에 세이브 포인트는 없다 일본어: 第百四十一訓 人生にセーブポイントはない - 제142화 여자의 눈물은 무적 일본어: 第百四十二訓 女の涙に勝るものなし - 제143화 사랑스러운 것도 너무 많으면 끔찍하다 일본어: 第百四十三訓 可愛いモノも多すぎると気持ち悪い - 제144화 팝송 가사는 전부 엉터리로 기억해 일본어: 第百四十四訓 洋楽は皆うろ覚え - 제145화 누구누구를 위해서라고 말하는 녀석은 알고 보면 대부분 자기를 위해서다 일본어: 第百四十五訓 誰々のためにとか言う奴は大抵自分のためだったりする - 제146화 지울 수 없는 데이터도 있다 일본어: 第百四十六訓 消せないデータもある - 제147화 게임은 하루 한 시간씩 일본어: 第百四十七訓 ゲームは一日一時間 - 제148화 휴일이라고 게임만 하면 못 써 일본어: 第百四十八訓 休みだからってゲームばっかやっちゃダメ |                                                                             |                                  | 2007년 3월 2일 | 5월 25일         |
| 18   | 남자들이여, 완폐아이거라 일본어: 男達よマダオであれ | 헤도로                                                                      | 히라가 겐가이                    | 5월 2일        | 8월 9일          |
| 18   | - 제149화 인생도 게임도 온통 버그 천지 일본어: 第百四十九訓 人生もゲームもバグだらけ - 제150화 두 번 있는 일은 세 번도 있다 일본어: 第百五十訓 2度あることは3度ある - 제151화 히어로도 고민은 한다 일본어: 第百五十一訓 ヒーローだって悩んでる - 제152화 남의 단점을 보기보다 장점을 찾을 수 있는 사람이 돼라 일본어: 第百五十二訓 人の短所を見るより長所を見つけられる人になれ - 제153화 전동차를 탈 때는 양손을 반드시 손잡이에 일본어: 第百五十三訓 電車に乗るときは必ず両手を吊り革に - 제154화 남자들이여, 완폐아이거라 일본어: 第百五十四訓 男達よマダオであれ - 제155화 사랑은 승리한다 일본어: 第百五十五訓 愛は勝つ - 제156화 살 빼고 싶으면 움직여 일본어: 第百五十六訓 やせたいなら動け - 제157화 살 빼고 싶으면 먹지 마 일본어: 第百五十七訓 やせたいなら食べるな |                                                                             |                                  | 5월 2일        | 8월 9일          |
| 19   | 책사 계략에 빠지다 일본어: 策士 策に溺れる | 카와가미 반사이                                                             | 헤도로                           | 8월 3일        | 12월 25일        |
| 19   | - 제158화 최근 것은 이런저런 기능이 너무 많이 붙었어 일본어: 第百五十八訓 最近のは色々機能つきすぎ - 제159화 룰은 깨기 위해 존재한다 일본어: 第百五十九訓 掟は破るためにこそある - 제160화 오타쿠는 수다를 좋아해 일본어: 第百六十訓 オタクは話し好き - 제161화 마니아는 세 개를 원한다 일본어: 第百六十一訓 マニアは三つほしい - 제162화 장점과 단점은 종이 한 장 차이 일본어: 第百六十二訓 長所と短所は紙一重 - 제163화 제복은 2할 증가 일본어: 第百六十三訓 制服は二割増し - 제164화 선로에서 놀지 맙시다 일본어: 第百六十四訓 線路で遊んじゃいけません - 제165화 책사,책략에 넘어간다 일본어: 第百六十五訓 策士 策に溺れる - 제166화 소중한 것은 잘 보이지 않는다 일본어: 第百六十六訓 大切なものは見えにくい |                                                                             |                                  | 8월 3일        | 12월 25일        |
| 20   | 여름 방학은 시작하기 전이 제일 즐겁다 일본어: 夏休みは始まる前が一番楽しい | 바다돌이                                                                    | 카와가미 반사이                  | 10월 4일       | 2008년 1월 25일  |
| 20   | - 제167화 사람 말을 똑바로 들어 일본어: 第百六十七訓 人の話をちゃんと聞け - 제168화 모든 일에는 흥과 타이밍이 중요해 일본어: 第百六十八訓 何事もノリとタイミング - 제169화 좋아할 수 없는 것일수록 사랑스럽다 일본어: 第百六十九訓 好かれないものほど愛おしい - 제170화 모르는게 약 일본어: 第百七十訓 知らぬが仏 - 제171화 남자라면 포기하지 마 일본어: 第百七十一訓 男なら諦めるな - 제172화 거의 100퍼센트 확률로 비닐 우산을 잃어버리고 다니는 내가 싫다 일본어: 第百七十二訓 ほぼ100%の確率でビニール傘を置き忘れてくる自分が嫌い - 제173화 인생은 시험이다 일본어: 第百七十三訓 人生は試験だ - 제174화 여름방학은 시작하기 전이 가장 즐겁다 일본어: 第百七十四訓 夏休みは始まる前が一番楽しい - 제175화 한 사람의 시간도 소중하다 일본어: 第百七十五訓 一人の時間も大事 |                                                                             |                                  | 10월 4일       | 2008년 1월 25일  |
| 21   | 허리는 꼬부라져도 꼿꼿하게 일본어: 腰は曲がってもまっすぐに | 데라카도 츠우                                                               | 바다돌이                         | 12월 4일       | 4월 25일         |
| 21   | - 제 176화 누가 뭐래도 경험이 최고 일본어: 第百七十六訓 亀の甲より年の功 - 제 177화 노익장 일본어: 第百七十七訓 老いてなお盛ん - 제 178화 애들 여름방학이 시작되면 어른들까지 덩달아 들썽들성 일본어: 第百七十八訓 子供の夏休みが始まると大人も何かワクワクする - 제 179화 아름다움은 여름 과일 같은 것 일본어: 第百七十九訓 美は夏の果実の如き物 - 제 180화 허리는 꼬부라져도 꼿꼿하게 일본어: 第百八十訓 腰は曲がっても まっすぐに - 제 181화 남자는 달을 안주 삼아 혼자서 술 한 잔 일본어: 第百八十一訓 男は一人で月見酒 - 제 182화 고목생화 일본어: 第百八十二訓 枯れ木に花 - 제 183화 서서 일할 수 있는 행운아 일본어: 第百八十三訓 起きて働く果報者 - 제 184화 부모 마음 자식은 모른다 일본어: 第百八十四訓 親の心 子知らず |                                                                             |                                  | 12월 4일       | 4월 25일         |
| 22   | 가슴엔 항상 드라이버 한 개 일본어: いつも心に一本のドライバー | 토죠 아유무                                                                 | 데라카도 츠우                    | 2008년 2월 4일 | 5월 24일         |
| 22   | - 제 185화 침묵은 금 일본어: 第百八十五訓 言わぬが花 - 제 186화 빌린 건 갚아 일본어: 第百八十六訓 借りたものは返せ - 제 187화 한번 집은 접시는 돌아오지 않는다 일본어: 第百八十七訓 一度取った皿は戻さない - 제 188화 변기를 광내는 것은 곧 마음을 광내는 것이다 일본어: 第百八十八訓 便器を磨く事これ心を磨く事なり - 제 189화 초짜는 십자와 일자만으로 충분해 (연재시엔 '초짜는 플러스와 마이너스만 있으면 땡') 일본어: 第百八十九訓 素人はプラスとマイナスだけで十分だ (掲載時は「素人はプラスとマイナスだけで結構だ」) - 제 190화 상상력은 중2때 배양된다 일본어: 第百九十訓 想像力は中二で培われる - 제 191화 현실과 인터넷 게임의 파라미터는 반비례한다 일본어: 第百九十一訓 現実とネットゲームのパラメーターは反比例する - 제 192화 가슴엔 항상 드라이버 한 개 일본어: 第百九十二訓 いつも心に一本のドライバー - 제 193화 '프리즌 브레이크 시즌 2' 말야, 이미 프리즌을 브레이크 했으니까 프리즌 브레이크가 아니잖아? 일본어: 第百九十三訓 『プリズンブレイク シーズン2』ってアレもうプリズンをブレイクしてるからプリズンブレイクじゃなくね？ |                                                                             |                                  | 2008년 2월 4일 | 5월 24일         |
| 23   | 여행지에서는 대체로 싸우게 된다 일본어: 旅行先ではだいたいケンカする | 카네마루                                                                    | 토죠 아유무                      | 4월 4일        | 6월 26일         |
| 23   | - 제 194화 사람은 모두 자기라는 감옥을 깨부수는 탈옥수 일본어: 第百九十四訓 人は皆 自分という檻を破る脱獄囚 - 제 195화 가끔은 옛날 이야기를 해볼까 일본어: 第百九十五訓 時には昔の話をしようか - 제 196화 여행지에서는 대체로 싸우게 된다 일본어: 第百九十六訓 旅行先ではだいたいケンカする - 제 197화 긴과 악마 식충이 일본어: 第百九十七訓 銀と閣下の穀潰し - 제 198화 브리프에 똥 자국은 절대 불가피 일본어: 第百九十八訓 ブリーフのウン筋は絶対不可避 - 제 199화 데포르메는 색칠하기 좋아 일본어: 第百九十九訓 ディフォルメだと色塗るの楽 - 제 200화 200화라는 걸 의식하지 말고 가볼까 일본어: 第二百訓 二百回とか気にしないでいこうか - 제 201화 유령 소재를 다룰 때는 신중하게 일본어: 第二百一訓 幽霊ネタやる時は慎重に - 제 202화 담배는 한 상자에 한두 개피씩 꼭 말똥 냄새를 풍기는 녀석이 있다 일본어: 第二百二訓 タバコは一箱に一、二本 馬糞みたいな匂いのする奴が入っている |                                                                             |                                  | 4월 4일        | 6월 26일         |
| 24   | 만나봐도 알 수 없는 것도 있다 일본어: 会ってもわからないこともある | 키지마 마타코                                                               | 캐서린                           | 7월 4일        | 12월 23일        |
| 24   | - 제 203화 문자로 밖에 전할 수 없는 것이 있다 일본어: 第二百三訓 文字でしか伝わらないものがある - 제 204화 문자만으로는 전할 수 없는 것도 있다 일본어: 第二百四訓 文字だけじゃ伝わらないものもある - 제 205화 만나 보지 않고는 알 수 없는 것도 있다 일본어: 第二百五訓 会わないとわからないこともある - 제 206화 만나봐도 알 수 없는 것도 있다 일본어: 第二百六訓 会ってもわからないこともある - 제 207화 아무거나 주워먹지 말자 일본어: 第二百七訓 拾い食いに気をつけろ - 제 208화 야옹이파와 멍멍이파는 친해질 수 없다 일본어: 第二百八訓 猫好きと犬好きは相容れない - 제 209화 술기운에 맡기지 마 일본어: 第二百九訓 酒の勢いに任せるな - 단편 '13(Thirteen)' 일본어: 短編 13(Thirteen) |                                                                             |                                  | 7월 4일        | 12월 23일        |
| 25   | 양면을 다 쓰면 점프 느낌이 물씬 일본어: 見開きを使うとジャンプっぽい | 츠쿠요                                                                      | 키지마 마타코                    | 9월 4일        | 2009년 2월 17일  |
| 25   | - 제 210화 지갑은 뒷주머니에 넣지 마 일본어: 第二百十訓 財布は尻ポケットに入れるな - 제 211화 아름다운 장미에는 가시가 있다 일본어: 第二百十一訓 綺麗な薔薇には棘がある - 제 212화 맑은 날 우산 쓰는 녀석은 조심하자 일본어: 第二百十二訓 晴れの日に雨傘さす奴にはご用心 - 제 213화 양면을 다 쓰면 점프 느낌이 물씬 일본어: 第二百十三訓 見開きを使うとジャンプっぽい - 제 214화 결투 전에는 미리 볼일을 봐놔 일본어: 第二百十四訓 決闘前には用を足せ - 제 215화 남의 싸움에 참견하는 건 위험해 일본어: 第二百十五訓 ケンカの横槍は危険 - 제 216화 미미(微微)한 가슴과 미미(美美)한 가슴을 같은 거라고 생각하는 녀석이 많은데 람보와 랭보만큼이나 다른거야 '파트너다'와 '파투나다'만큼이나 다른거야 일본어: 第二百十六訓 微乳と美乳を同じだと思ってる奴が多いけれどもランボーと乱暴ぐらい違うからね 「相棒」と「あっ疣」くらい違うからね - 제 217화 인생은 선택의 연속 일본어: 第二百十七訓 人生は選択肢の連続 - 제 218화 남매 싸움을 말릴 수 있는 사람은 엄마 뿐 일본어: 第二百十八訓 兄妹喧嘩を止められるのは母ちゃんだけ |                                                                             |                                  | 9월 4일        | 2009년 2월 17일  |
| 26   | 대낮에 마시는 술맛은 각별하다 일본어: 昼間に飲む酒は一味違う | 호센                                                                        | 츠쿠요                           | 12월 4일       | 3월 15일         |
| 26   | - 제 219화 '진짜 성질 나서 폭발할 것 같아'를 남발하는 녀석은 절대 폭발하지 않는다 일본어: 第二百十九訓 「マジキレそうだわ」を多用する奴はまずキレない - 제 220화 속이 음흉한 녀석일수록 살인 미소 일본어: 第二百二十訓 腹黒い奴程 笑顔がキレイ - 제 221화 아침이 오지 않는 밤은 없다 일본어: 第二百二十一訓 明けない夜はない - 제 222화 네 발로 서는 것이 짐승, 두 발과 의지와 허세로 서는 것이 남자 일본어: 第二百二十二訓 四本足で立つのが獣 二本足と意地と見栄で立つのが男 - 제 223화 잠자리에서 하는 이야기는 믿지 마라 일본어: 第二百二十三訓 寝物語は信用するな - 제 224화 술장사하는 여자는 믿지 마라 일본어: 第二百二十四訓 水商売の女は信用するな - 제 225화 곱슬머리는 불에 타도 바뀌지 않는다 일본어: 第二百二十五訓 天然パーマは燃えても変わらない - 제 226화 손을 뻗는 만큼 멀어진다 일본어: 第二百二十六訓 手をのばすほどに遠くなる - 제 227화 인연의 색깔은 십인십색 일본어: 第二百二十七訓 絆の色は十人十色 - 제 228화 대낮에 마시는 술맛은 각별하다 일본어: 第二百二十八訓 昼間に飲む酒は一味違う |                                                                             |                                  | 12월 4일       | 3월 15일         |
| 27   | 하늘은 사람 위에 사람을 만들지 않고 상투를 만들었습니다 일본어: 天は人の上に人をつくらず髷をつくりました | 도쿠가와 시게시게                                                           | 호센                             | 2009년 2월 4일 | 7월 15일         |
| 27   | - 제 229화 모든 어른들은 모든 어린이들의 인스트럭터 일본어: 第二百二十九訓 全ての大人達は全ての子供達のインストラクター - 제 230화 자기가 설 자리는 자기가 만드는 것 일본어: 第二百三十訓 己の居場所は己で作るものなり - 제 231화 이발소에서 점원과 나누는 대화는 세상에서 가장 시답잖은 소리 일본어: 第二百三十一訓 床屋で交わされる店員との会話は世界で一番どうでもいい - 제 232화 하늘은 사람 위에 사람을 만들지 않고 상투를 만들었습니다 일본어: 第二百三十二訓 天は人の上に人をつくらず髷をつくりました - 제 233화 지퍼는 천천히 올려라 일본어: 第二百三十三訓 チャックはゆっくり引きあげろ - 제 234화 나쁜 녀석일수록 잘 잔다 일본어: 第二百三十四訓 悪い奴程よく眠る - 제 235화 쭈쭈바를 둘로 나눌 때는 꼭지가 달린 쪽이 더 구미가 당긴다. 꼭지로 먹는 것도 별미 일본어: 第二百三十五訓 チューペットを二つに分ける時はあの持つトコある奴の方がなんかイイあそこから飲むのもオツ - 제 236화 생일파티에서는 평소의 그 녀석이 다른 녀석으로 보인다 일본어: 第二百三十六訓 誕生日会はいつものアイツが違う奴に見える - 제 237화 잠 잘 자는 아이가 쑥쑥 잘 큰다 일본어: 第二百三十七訓 寝る子は育つ                                                          |                                                                             |                                  | 2009년 2월 4일 | 7월 15일         |
| 28   | 포장마차에 들어가려면 약간의 용기가 필요하다 일본어: 屋台に入るには微妙に勇がいる | 톳시(히지카타 토시로)                                                       | 도쿠가와 시게시게                | 4월 3일        | 10월 15일        |
| 28   | - 제 238화 포장마차에 들어가려면 약간의 용기가 필요하다 일본어: 第二百三十八訓 屋台に入るには微妙に勇気がいる - 제 239화 남자가 모이면 어떤 곳에서든 전쟁이 벌어진다 일본어: 第二百三十九訓 男が揃えばどんな場所でも戦場になる - 제 240화 친구가 다치면 곧장 병원으로 일본어: 第二百四十訓 友達がケガしたらすぐに病院へ - 제 241화 귤은 하나가 썩으면 순식간에 상자 안의 귤 전부를 썩힌다 일본어: 第二百四十一訓 みかんは一個腐るといつの間にかダンボール中のみかんを腐らせる - 제 242화 외국인이 볼 때는 이쪽도 외국인, 우주인이 볼 때는 이쪽도 우주인 일본어: 第二百四十二訓 外国人から見たらこっちも外国人 宇宙人から見たらこっちも宇宙人 - 제 243화 몇 번을 봐도 라퓨타는 멋져 일본어: 第二百四十三訓 何回見てもラピュタはいい - 제 244화 사랑이란 대가가 없는 것 일본어: 第二百四十四訓 愛とは無償のものなり - 제 245화 흑선은 가라앉을 때도 요란하다 일본어: 第二百四十五訓 黒船は沈む時も派手 - 제 246화 버드나무 밑에 미꾸라지는 많이 있다 일본어: 第二百四十六訓 柳の下にどじょうは沢山いる |                                                                             |                                  | 4월 3일        | 10월 15일        |
| 29   | 밤거미는 불길하다 일본어: 夜の蜘蛛は縁起が悪い | 백혈구 왕(사카타 긴토키)                                                    | 톳시(히지카타 토시로)            | 7월 3일        | 11월 15일        |
| 29   | - 제 247화 매끄러운 폴리곤은 사람의 마음도 부드럽게 만들어 준다 일본어: 第二百四十七訓 なめらかなポリゴンは人の心もなめらかにする - 제 248화 사람의 몸은 소우주 일본어: 第二百四十八訓 人の身体は小宇宙 - 제 249화 파티에 용사가 두 명 있으면 메다파니와 같은 효과가 있다 일본어: 第二百四十九訓 パーティーに勇者が二人いるとメダパニと同じ効果がある - 제 250화 인도하는 바보들 일본어: 第二百五十訓 導かれしバカたち - 제 251화 그리고 전설로 일본어: 第二百五十一訓 そして伝説へ - 제 252화 당근과 채찍은 쓰기 나름 일본어: 第二百五十二訓 アメとムチは使いよう - 제 253화 사람은 갇히면 내면의 문이 열린다 일본어: 第二百五十三訓 人は閉じ込められると自分の中の扉が開く - 제 254화 밤거미는 불길하다 일본어: 第二百五十四訓 夜の蜘蛛は縁起が悪い - 제 255화 거미줄은 한번 얽히면 잘 풀리지 않는다 일본어: 第二百五十五訓 蜘蛛の糸は一度絡まるとなかなか取れない |                                                                             |                                  | 7월 3일        | 11월 15일        |
| 30   | 유륜의 크기는 사람의 크기에 비례한다 일본어: 乳輪のデカさと人間のデカさは比例する | 지라이아                                                                    | 백혈구 왕(사카타 긴토키)         | 9월 4일        | 2010년 1월 25일  |
| 30   | - 제 256화 미인은 3분으로 질리지만 추남은 영원불멸 일본어: 第二百五十六訓 美人は３分で飽きるがブサイクは永久不滅 - 제 257화 실 한 오라기에 불이 난다 일본어: 第二百五十七訓 糸一本火事の元 - 제 258화 스승은 먼저 가는 사람이 아니라 함께 가는 사람 일본어: 第二百五十八訓 師は先に往く者ではなく共に往く者 - 제 259화 무책임한 녀석이 화내면 더 무섭다 일본어: 第二百五十九訓 チャランポランな奴程怒ると恐い - 제 260화 중요한 짐일수록 무거워 짊어지기 어렵다 일본어: 第二百六十訓 大切な荷ほど重く背負い難い - 제 261화 은혜 갚기는 깨달았을 때 해 둬라 일본어: 第二百六十一訓 恩返しは気づいた時にやっておけ - 제 262화 술과 여자는 원 세트로 조심해라 일본어: 第二百六十二訓 酒と女はワンセットで気をつけろ - 제 263화 몇살이 돼도 치과 의사는 싫어 일본어: 第二百六十三訓 幾つになっても歯医者は嫌 - 제 264화 유륜의 크기는 사람의 크기에 비례한다 일본어: 第二百六十四訓 乳輪のデカさと人間のデカさは比例する |                                                                             |                                  | 9월 4일        | 2010년 1월 25일  |
| 31   | 인기투표 따위 엿이나 쳐먹어! 일본어: 人気投票なんて糞食らえ | 츠쿠요, 카구라, 시무라 타에, 사루토비 아야메, 야규 큐베(퍼퓸 코스프레 버전) | 야마자키 사가루                  | 11월 4일       | 5월 24일         |
| 31   | - 제 265화 인기투표 따위 엿이나 쳐먹어! 일본어: 第二百六十五訓 人気投票なんて糞食らえ - 제 266화 인기투표 따위 불타서 재나돼라! 일본어: 第二百六十六訓 人気投票なんて燃えて灰になれ - 제 267화 인기투표 따위 두부의 모서리에 머리를 부딪혀 부서져 골절당해라! 일본어: 第二百六十七訓 人気投票なんて豆腐の角に頭をぶつけて粉砕骨折しろ - 제 268화 인기투표 따위… 일본어: 第二百六十八訓 人気投票なんて… - 제 269화 벌에 쏘이면 소변을 바르라는 그거, 미신입니다. 바이러스가 들어가니까 조심하자!! 일본어: 第二百六十九訓 蜂に刺されたら小便かけろってアレは迷信です バイ菌が入るから気をつけようね！！ - 제 270화 사망플래그를 조심해라 일본어: 第二百七十訓 死亡フラグに気をつけろ - 제 271화 더러워지더라도 지키지 않으면 안 되는 것이 있다 일본어: 第二百七十一訓 汚れても護らなければいけないものがある - 제 272화 플래그를 누르면 안녕이다 일본어: 第二百七十二訓 フラグを踏んだらサヨウナラ - 제 273화 라디오체조는 소년 소녀들의 사교의 장 일본어: 第二百七十三訓 ラジオ体操は少年少女の社交場 |                                                                             |                                  | 11월 4일       | 5월 24일         |
| 32   | 카부키쵸 길고양이 블루스 일본어: かぶき町野良猫ブルース | 케츠노 아나운서, 게도마루                                                   | 호우이치                         | 2010년 1월 4일 | -                |
| 32   | - 제 274화 관찰 일기는 끝까지 다 하자 일본어: 第二百七十四訓 観察日記は最後までやりきろう - 제 275화 무언가를 찾을 때에는 그 녀석의 시선이 되어 찾아라 일본어: 第二百七十五訓 探しものをする時はそいつの目線になって探せ - 제 276화 『시무라, 뒤!!』라는 그거, 사실은 시무라가 이미 눈치챘던 거라고!! 일본어: 第二百七十六訓 「『志村うしろォォォ』ってアレ ホントは志村きづいてんだぜ！！ - 제 277화 자유라는 것은 무법이 아니라 자신의 룰로 살아가는 것 일본어: 第二百七十七訓 自由とは無法ではなく己のルールで生きること - 제 278화 고양이와 꼬리는 사용하기 나름 일본어: 第二百七十八訓 猫と尻尾は使いよう - 제 279화 카부키쵸 길고양이 블루스 일본어: 第二百七十九訓 かぶき町野良猫ブルース - 제 280화 요리는 근성 일본어: 第二百八十訓 料理は根性 - 제 281화 리바이어던이라는 단어를 들으면 꼭 사자에상이 떠오르는 나는 바보!! 일본어: 第二百八十一訓 リヴァイアサンってきいたらどうしてもサザエさんがチラつく俺のバカ！！ - 제 282화 비에도 지지 않고 일본어: 第二百八十二訓 雨ニモ負ケズ |                                                                             |                                  | 2010년 1월 4일 | -                |
| 33   | 강하고 아름다운 사람이 나는 되고 싶어 일본어: ソンナ強ク美シイモノニ私ハナリタイ | 케츠노 세이메이,시리노 도만                                                 | 케츠노 아나운서                  | 4월 2일        | -                |
| 33   | - 제 283화 바람에도 지지 않고 일본어: 第二百八十三訓 風ニモ負ケズ - 제 284화 폭풍에도 지지 않고 일본어: 第二百八十四訓 嵐ニモ負ケズ - 제 285화 창에도 지지 않고 일본어: 第二百八十五訓 槍ニモ負ケズ - 제 286화 운석에도 지지 않고 일본어: 第二百七十六訓 隕石ニモ負ケズ - 제 287화 천마외도에도 지지 않고 일본어: 第二百八十七訓 天魔外道ニモ負ケズ - 제 288화 어떤 때에도 웃음을 잃지 않는 일본어: 第二百八十八訓 イカナル時ニモ笑顔ヲ絶ヤサナイ - 제 289화 강하고 아름다운 사람이 나는 되고 싶어 일본어: 第二百八十九訓 ソンナ強ク美シイモノニ私ハナリタイ - 제 290화 산타클로스의 빨강은 피의 색 일본어: 第二百九十訓 サンタクロースの赤は血の色 - 제 291화 산타가 주는 것은 선물이 아니라 꿈 일본어: 第二百九十一訓 サンタが届けるはプレゼントではなく夢 |                                                                             |                                  | 4월 2일        | -                |
| 34   | 무법의 거리에 모이는 건 '키얏호-'거리는 녀석들 뿐 일본어: 無法の街に集うはキャッホーな奴ばかり | 피라코                                                                      | 사이고 토쿠모리                  | 4월 30일       | -                |
| 34   | - 제 292화 인류는 모두 산타 일본어: 第二百九十二訓 人類皆サンタ - 제 293화 식사는 밸런스를 생각해라 일본어: 第二百九十三訓 食事はバランスを考えろ - 제 294화 연하장은 붓펜으로 써라 일본어: 第二百九十四訓 年賀状は筆ペンでいけ - 제 295화 카카오보다 마음 일본어: 第二百九十五訓 カカオよりココロ - 제 296화 간판 가게의 간판 아가씨는, 이미 귀찮으니까 더블 판이라고 불러라 일본어: 第二百九十六訓 看板屋の看板娘はもう面倒なんで二枚の板と呼べ - 제 297화 무법의 거리에 모이는 건 '키얏호-'거리는 녀석들 뿐 일본어: 第二百九十七訓 無法の街に集うはキャッホーな奴ばかり - 제 298화 쓰레기와 사귀면 냄새가 옮는다 일본어: 第二百九十八訓 ゴミに交われば臭くなる - 제 299화 오다기리 죠의 머리 모양과 셴무의 속편 발매는 언제 결정나는겁니까 일본어: 第二百九十九訓 オダギリジョーの髪形とシェンムーの続編発売はいつになったら決定するんですか - 제 300화 묘지에서 날뛰는 건 유령 뿐만이 아니다 일본어: 第三百訓 墓場で暴れるのは幽霊だけでない |                                                                             |                                  | 4월 30일       | -                |
| 35   | 기억해 주세요!! 일본어: お控えなすって！！ | 도로미즈 지로쵸                                                             | 공작공주 카다                    | 8월 4일        | -                |
| 35   | - 제 301화 젊은이의 의무는 노인의 죽음을 돌보는 것 노인의 의무는 젊은이의 삶을 돌보는 것 일본어: 第三百一訓 若者の務めは老人の死を看取ること 老人の務めは若者の生を看取ること - 제 302화 사나이의 사슬 일본어: 第三百二訓 侠の鎖 - 제 303화 30권, 상대도 끊을 수 없는 유대 일본어: 第三百三訓 ３０巻あいても切れない絆 - 제 304화 철의 거리 일본어: 第三百四訓 鉄の街 - 제 305화 늙은이와 젊은 여자가 함께 있으면 무언가 갖가지 상상력이 자란다 일본어: 第三百五訓 ジジイと若い女が一緒にいると何かイロイロ想像力が増す - 제 306화 끈질기게 배짱 좋게 강하게 부드럽게 일본어: 第三百六訓 しぶとくずぶとくしたたかにしなやかに - 제 307화 원공달의 싸움 일본어: 第三百七訓 猿公逹の戦い - 제 308화 담뱃대와 짓테 일본어: 第三百八訓 煙管と十手 - 제 309화 기억해 주세요!! 일본어: 第三百九訓 お控えなすって！！ |                                                                             |                                  | 8월 4일        | -                |

## 같이 보기
- 은혼
- 은혼의 등장인물 목록
- 은혼의 에피소드 목록